# Alex Kidd: The Lost Stars
Alex Kidd: The Lost Stars (アレックスキッド ザ・ロストスターズ?, Arekkusu Kiddo Ze Rosuto Sutāzu) è un videogioco a piattaforme della saga di Alex Kidd, ex mascotte della SEGA.

## Trama
In questo gioco Alex Kidd - principe di Radaxian - deve recuperare le stelle del cielo di Ariete che sono state rubate e possono essere recuperate solo da qualcuno di sangue reale. 

## Modalità di gioco
A differenza di Alex Kidd in Miracle World il gioco è a tempo con vite infinite, ma se Alex Kidd viene ucciso il tempo si riduce. I livelli sono quattordici e dodici di essi rappresentano un segno zodiacale. Nei primi 6 livelli raccoglierete le stelle rubate mentre nel 7° le riconsegnerete al cielo. All'ottavo livello ricomincerete e visiterete gli stessi livelli con un maggior grado di difficoltà. In questo gioco Alex non tira pugni ma dal cielo arrivano dei proiettili e con questi spara; in caso di caduta in un burrone, il personaggio perde tutti i proiettili accumulati.